# Борок (обсерватория)
«Боро́к» — геофизическая обсерватория в одноимённом посёлке Некоузского района Ярославской области, филиал Института физики Земли им. О. Ю. Шмидта Отделения наук о Земле Российской академии наук. Занимается наблюдением ряда геофизических полей, проводит экспериментальные и теоретические научные исследования.
Строительство геомагнитной станции предшественника Института физики Земли началось в 1956 году согласно распоряжению № 101—2439 от 9 декабря 1955 года Президиума Академии наук СССР. Она стала центральной станцией среднеширотного региона. В 1963 году станция реорганизована в геофизическую обсерваторию. В 1971 году введена лабораторная структура.
Обсерваторию возглавляли Р. В. Щепетнов, А. С. Большаков, В. П. Щербаков, В. И. Лыков, А. К. Гапеев; ныне директор — С. В. Анисимов.
Основные направления исследований: мониторинг состояния геоэлектромагнитных полей, геоинформатика, глобальная электрическая цепь и электричество атмосферы, динамика солнечного ветра и магнитосферы Земли, палеомагнетизм и эволюция магнитного поля Земли, физико-химические и магнитные свойства вещества горных пород, напряжённо-деформационное состояние земной коры сейсмоактивных регионов.
Структура:
- Лаборатория геоэлектромагнитного мониторинга
- Лаборатория морфологии и теории геомагнитных пульсаций
- Лаборатория древнего геомагнитного поля
- Лаборатория физико-химических и магнитных методов анализа вещества горных пород
- Лаборатория экспериментальных исследований геодинамических процессов

а также:
- Информационно-технический центр
- Научная библиотека

В штате обсерватории состоит более 50 человек, в том числе 25 научных сотрудников, из них 3 доктора (С. В. Анисимов, В. И. Лыков, В. П. Щербаков) и 16 кандидатов наук.